# Artifact
Artifact ist ein Online-Sammelkartenspiel, das vom US-amerikanischen Unternehmen Valve Corporation in Kooperation mit Richard Garfield, Schöpfer des Sammelkartenspiels Magic: The Gathering, entwickelt wurde. Es erschien am 28. November 2018 für Linux, Microsoft Windows und macOS. Eine Umsetzung für iOS und Android war 2018 für Mitte 2019 geplant. Die Welt des Spiels entstammt dem Dota-2-Universum. Angelehnt an Dota findet das Spiel auf drei voneinander abgetrennten Spielbrettern, sogenannten Lanes statt, die jeweils über einen Turm verfügen. Das Spiel kann folgendermaßen gewonnen werden:
- Der Turm in zwei gegnerischen Lanes wird zerstört
- Das sogenannte Ancient, das nach Zerstörung des Turmes angreifbar ist, wird in einer Lane zerstört
- Das Zeitlimit des Gegners läuft ab

## Entwicklung
Das Spiel wurde ab 2014 entwickelt. Der Öffentlichkeit wurde es beim The International 2017 via Teaser-Trailer vorgestellt. Durch die Bekanntheit Richard Garfields sowie der Valve Corporation erhielt das Spiel international große mediale Aufmerksamkeit. Die geschlossene Betaphase, an der lediglich professionelle Sammelkartenspieler sowie Mitglieder der Videospiel-Industrie teilnahmen, begann Anfang 2018. Am 19. November 2018 wurde ein größerer geschlossener Betatest gestartet, an dem auch ausgewählte Mitglieder der Community teilnehmen konnten.
Seit der Veröffentlichung des Spiels am 28. November 2018 sank die Zahl der aktiven Spieler stetig. Versuche, die Spielerzahlen durch Updates zu stabilisieren sind seither nicht gelungen. Anfang März 2019 mussten mehrere Mitarbeiter des Artifact-Teams Valve verlassen, unter ihnen der leitende Entwickler Richard Garfield. Am 29. März 2019 gab das Entwicklerteam bekannt, dass es sich wegen der schlechten Spielerresonanz von nun an auf die "größeren Probleme" konzentrieren wolle, anstatt regelmäßig Updates zu veröffentlichen. Das Team erwartet, dass diese Änderungen am Spiel viel Zeit in Anspruch nehmen werden.

## Rezeption
Das Spiel erreichte am Release-Tag die Spitze der Steam-Verkaufscharts sowie ca. 60.000 gleichzeitige Spieler.
Die Kritiken für das Spiel fielen gemischt bis positiv aus. Gelobt wurden die Tiefe und Komplexität des Spiels sowie die einzigartigen Mechaniken.
Kritik gab es vor allem wegen des umstrittenen Bezahlmodells. Im Gegensatz zu anderen Online-Sammelkartenspielen wie Hearthstone: Heroes of Warcraft oder Gwent: The Witcher Card Game ist es nicht möglich, seine Kartensammlung allein durch Spielen des Spiels zu erweitern. Stattdessen müssen alle Karten entweder durch den Erwerb von Kartenpackungen oder über den Steam-Communitymarkt für Echtgeld erworben werden.
Laut dem Gaming-Magazin GameStar verfügt das Spiel Anfang 2019 noch über etwa 500 Spieler, die Bewertungen des Spiels auf Steam befinden sich im März 2019 zu Großteilen in der Rubrik „äußerst negativ“.